# Szaszki (obwód miński)
Szaszki (biał. Шашкі; ros. Шашки, Szaszki; hist.: pol. Szaszkowszczyzna; biał. Шашкоўшчына, Szaszkouszczyna) – agromiasteczko na Białorusi, w obwodzie mińskim, w rejonie stołpeckim, w sielsowiecie Szaszki, przy drodze republikańskiej R54.

## Historia
W XIX i w początkach XX w. Szaszkowszczyzna położona była w Rosji, w guberni mińskiej, w powiecie mińskim, w gminie Zasule.
W dwudziestoleciu międzywojennym leżała w Polsce, w województwie nowogródzkim, w powiecie stołpeckim, do 1 kwietnia 1927 w gminie Zasule, następnie w gminie Stołpce. W 1921 miejscowość liczyła 376 mieszkańców, zamieszkałych w 73 budynkach, w tym 373 Białorusinów i 3 Żydów. 366 mieszkańców było wyznania prawosławnego, 7 rzymskokatolickiego i 3 mojżeszowego.
Po II wojnie światowej w granicach Związku Sowieckiego. Od 1991 w niepodległej Białorusi.